# Rockstar Games Social Club
Rockstar Games Social Club est un service gratuit en ligne dirigé par Rockstar Games. Rockstar Games Social Club est annoncé le 27 mars 2008,, avec possibilité de se pré-enregistrer dès le 17 avril 2008. Le nom est une référence au crime organisé. Rockstar Games Social Club permet par exemple parfois de jouer contre des développeurs de Rockstar Games. Le service apporte une mise à jour majeure en 2012, en parallèle à la sortie de Max Payne 3, elle ajoute du contenu supplémentaire et la partie « crews » qui est un système qui permet aux joueurs de former un groupe et de pouvoir jouer ensemble en combinant leurs statistiques pour débloquer toujours plus de contenu,.
Le développeur y organise plusieurs évènements à travers le social club, pour sa communauté, comme des tournois, ou la possibilité d'envoyer des messages entre fans de Rockstar. Des classements et statistiques en ligne sont également disponibles. 
Depuis le 21 novembre 2023 le social club est remplacé par la plateforme de Rockstar Games.
Il ferme le 16 juillet 2025.